# Geissois ternata
Espèce
Geissois ternata est une espèce de plantes de la famille des Cunoniaceae.

## Liste des variétés
Selon Tropicos (10 avril 2019) (Attention liste brute contenant possiblement des synonymes) :
- variété Geissois ternata var. glabrior A.C. Sm.
- variété Geissois ternata var. minor A.C. Sm.
- variété Geissois ternata var. serrata A.C. Sm.

## Publication originale
- United States Exploring Expedition 1: 679, pl. 86. 1854.